# Notre-Dame-de-la-Route-Blanche

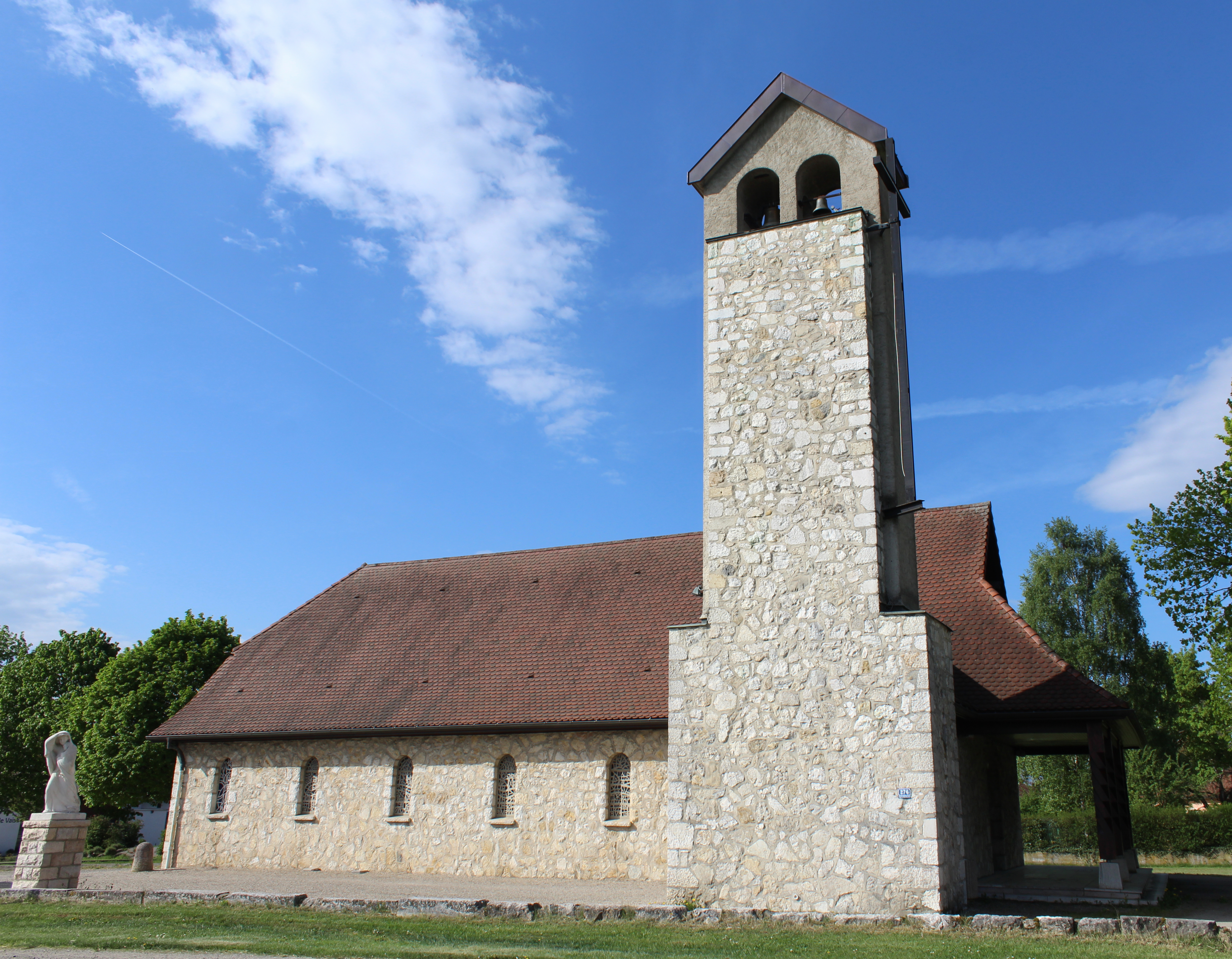
Notre-Dame-de-la-Route-Blanche

Die römisch-katholische Kirche Notre-Dame-de-la-Route-Blanche wurde 1952 erbaut und befindet sich in der Gemeinde Ségny im Département Ain, Frankreich.
Kirchenrechtlich gehört sie zum Bistum Belley-Ars.
Seit dem 3. Oktober 2007 ist das Gebäude mit dem Label Patrimoine du XXe siècle ausgezeichnet. Der Architekt war Pierre Pinsard, die Glasfenster sind ein Werk von Jean Bertholle, einem Vertreter der École de Paris.